# 수원역 푸르지오 자이
수원역 푸르지오 자이는 경기도 수원시 팔달구 고등동에 있는 43개동 4,086세대 규모의 아파트 단지이다.

## 교육
- 수원초등학교
- 수원여자고등학교